# ハシリ
ハシリ (Hasili、1991年3月12日 - 2018年3月23日) は、アイルランドで生産、フランスで調教されたサラブレッドの競走馬である。競走馬としてより繁殖牝馬として顕著な成績を残した馬で、G1馬5頭を輩出したほか、種牡馬ダンシリの母ともなった。

## 出自
オーナーブリーダーであるハーリド・ビン・アブドゥッラーが、アイルランドのジュドモントファームで自家生産したサラブレッドの牝馬である。ハーリド所有のもと、フランスのアンリ=アレックス・パンタール調教師に預けられて競走生活を送り、引退するまでに17戦して4勝を挙げた。勝ち鞍の中には、ナント競馬場で行われた2歳戦のサボロネ賞（L）があり、3歳時にはアンプリュダンス賞・リラ賞という2つの準重賞で2着に入っている。

## 繁殖成績
ハシリは1995年に競走馬を引退、故郷のジュドモントファームに戻って繁殖牝馬となった。1996年に産んだ初仔のダンシリが重賞勝ちやフランス2000ギニー2着などの好成績を収める幸先の良いスタートを切ると、さらに第2仔のバンクスヒルがコロネーションステークスを制してG1馬の母となった。ハシリは2012年に引退するまでに10頭の仔を産み、うち8頭が競走馬となり、7頭が勝ち上がり（さらに重賞勝ち）を収めた。特にG1勝ち馬は5頭にのぼり、これは2018年現在において、ニュージーランドの歴史的名牝であるエイトカラットと並ぶタイ記録である。
産駒の繁殖成績もまた優れており、特にダンシリはレイルリンクを始めとした活躍馬を輩出し続け、2006年にはフランスのリーディングサイアーに輝いた。繁殖牝馬としては、バンクスヒルがジャンロマネ賞勝ち馬のロマンティカを出しているほか、第3仔ヒートヘイズや第4仔インターコンチネンタルも勝ち上がり産駒を出している。
引退後はハーリド所有のバンステッドマナースタッドで余生を過ごしていた。2018年3月23日に死去、27歳であった。

### 産駒一覧
| 生年 | 馬名             | 性 | 毛色   | 父                 | 戦績・繁殖成績 | 出典    |
| ---- | ---------------- | -- | ------ | ------------------ | --- | ------- |
| 1996 | Dansili          | 牡 | 黒鹿毛 | デインヒル         | 14戦5勝 ミュゲ賞、メシドール賞、エドモンブラン賞など 仏2000ギニー2着、BCマイル3着など 種牡馬。Rail Link（凱旋門賞）、ハービンジャー（KGVI & QES）など。                    | [ p 1 ] |
| 1998 | Banks Hill       | 牝 | 鹿毛   | デインヒル         | 15戦5勝 コロネーションS、BCフィリー&メアターフ、ジャック・ル・マロワ賞など 仏1000ギニー2着、ムーラン・ド・ロンシャン賞2着2回など 繁殖牝馬。Romantica（ジャンロマネ賞）など | [ p 2 ] |
| 1999 | Heat Haze        | 牝 | 黒鹿毛 | Green Desert       | 14戦7勝 ビヴァリーD・ステークス、メートリアークステークスなど 繁殖牝馬。                                                                                                   | [ p 3 ] |
| 2000 | Intercontinental | 牝 | 鹿毛   | デインヒル         | 22戦13勝 メートリアークステークス、BCフィリー&メアターフなど 繁殖牝馬。 | [ p 4 ] |
| 2001 | Cacique          | 牡 | 黒鹿毛 | デインヒル         | 18戦7勝 マンノウォーステークス、マンハッタンハンデキャップなど パリ大賞2着、ジャンプラ賞2着など 種牡馬。Dominant（香港ヴァーズ）、Mutual Trust（ジャンプラ賞）など         | [ p 5 ] |
| 2003 | Champs Elysees   | 牡 | 鹿毛   | デインヒル         | 28戦6勝 ノーザンダンサーターフS、カナディアン国際Sなど 種牡馬。Trip To Paris（ゴールドカップ）など                                                                         | [ p 6 ] |
| 2005 | Raise The Flag   | 牡 | 黒鹿毛 | Sadler's Wells     | 1戦0勝 種牡馬。 | [ p 7 ] |
| 2007 | Deluxe           | 牝 | 黒鹿毛 | Storm Cat          | 8戦4勝 カーディナルハンデキャップなど サンタラリ賞2着 繁殖牝馬。 | [ p 8 ] |
| 2008 | Very Good News   | 牝 | 黒鹿毛 | エンパイアメーカー | 未出走 繁殖牝馬。 | [ p 9 ] |
| 2011 | Responsible      | 牝 | 黒鹿毛 | Oasis Dream        | 未出走 繁殖牝馬。 | [ p 9 ] |

1. ↑  Dansili(GB) - JBISサーチ
2. ↑  Banks Hill(GB) - JBISサーチ
3. ↑  Heat Haze(GB) - JBISサーチ
4. ↑  Intercontinental(GB) - JBISサーチ
5. ↑  Cacique(IRE) - JBISサーチ
6. ↑  Champs Elysees - Juddmonte Farms
7. ↑  hasili - Racing Post
8. ↑  Deluxe - Racing Post
9. 1 2  “海外競馬ニュース”.  ジャパン・スタッドブック・インターナショナル (2018年4月12日). 2018年4月20日閲覧。

## 血統表
| Hasiliの血統                      | Hasiliの血統                               | Hasiliの血統   | （血統表の出典） | （血統表の出典） |
| 父系                              | ニジンスキー系                             | ニジンスキー系 | ニジンスキー系   | [ § 2 ]          |
| 父 Kahyasi 1985 鹿毛 アイルランド | 父の父*イルドブルボン 1975 黒鹿毛 アメリカ | Nijinsky II    | Northern Dancer  | Northern Dancer  |
| 父 Kahyasi 1985 鹿毛 アイルランド | 父の父*イルドブルボン 1975 黒鹿毛 アメリカ | Nijinsky II    | Flaming Page     |                  |
| 父 Kahyasi 1985 鹿毛 アイルランド | 父の父*イルドブルボン 1975 黒鹿毛 アメリカ | Roseliere      | Misti            | Misti            |
| 父 Kahyasi 1985 鹿毛 アイルランド | 父の父*イルドブルボン 1975 黒鹿毛 アメリカ | Roseliere      | Peace Rose       |                  |
| 父 Kahyasi 1985 鹿毛 アイルランド | 父の母Kadissya 1979 鹿毛 アメリカ          | Blushing Groom | Red God          | Red God          |
| 父 Kahyasi 1985 鹿毛 アイルランド | 父の母Kadissya 1979 鹿毛 アメリカ          | Blushing Groom | Runaway Bride    |                  |
| 父 Kahyasi 1985 鹿毛 アイルランド | 父の母Kadissya 1979 鹿毛 アメリカ          | Kalkeen        | Sheshoon         | Sheshoon         |
| 父 Kahyasi 1985 鹿毛 アイルランド | 父の母Kadissya 1979 鹿毛 アメリカ          | Kalkeen        | Gioia            |                  |
| 母 Kerali 1984 鹿毛 イギリス      | 母の父High Line 1966 栗毛 イギリス         | *ハイハット    | Hyperion         | Hyperion         |
| 母 Kerali 1984 鹿毛 イギリス      | 母の父High Line 1966 栗毛 イギリス         | *ハイハット    | Madonna          |                  |
| 母 Kerali 1984 鹿毛 イギリス      | 母の父High Line 1966 栗毛 イギリス         | Time Call      | Chanteur         | Chanteur         |
| 母 Kerali 1984 鹿毛 イギリス      | 母の父High Line 1966 栗毛 イギリス         | Time Call      | Aleria           |                  |
| 母 Kerali 1984 鹿毛 イギリス      | 母の母Sookera 1975 黒鹿毛 アメリカ         | Roberto        | Hail To Reason   | Hail To Reason   |
| 母 Kerali 1984 鹿毛 イギリス      | 母の母Sookera 1975 黒鹿毛 アメリカ         | Roberto        | Bramalea         |                  |
| 母 Kerali 1984 鹿毛 イギリス      | 母の母Sookera 1975 黒鹿毛 アメリカ         | Irule          | Young Emperor    | Young Emperor    |
| 母 Kerali 1984 鹿毛 イギリス      | 母の母Sookera 1975 黒鹿毛 アメリカ         | Irule          | Iaround          |                  |
| 母系(F-No.)                       | (FN:11)                                    | (FN:11)        | (FN:11)          | [ § 3 ]          |
| 5代内の近親交配                   | アウトブリード                             | アウトブリード | アウトブリード   | [ § 4 ]          |
| 出典                              | 1. 2. 3. 4.                                | 1. 2. 3. 4.    | 1. 2. 3. 4.      | 1. 2. 3. 4.      |

### 血統背景
祖母スーケラ（Sookera）はチェヴァリーパークステークス勝ち馬で、イギリスのオーナーブリーダーであるロバート・サングスターが生産・所有した馬であった。ジュドモントファームはサングスターから同馬を繁殖用に買い取り、ハシリの母となるケラリ（Kerali）を生産した。
ケラリは競走馬としては1勝で終わった馬であったが、繁殖牝馬としてはハシリを含む7頭の勝ち上がり馬を出すことに成功した。ハシリの妹たちにも繁殖牝馬として成功したものもおり、全妹のアライヴ（Arrive）はプリティーポリーステークス勝ち馬のプロミシングリード（Promising Lead）を出し、また未出走に終わったディセンブル（Disemble）はブラジルに渡り、そのブラジルから北米に移籍したルロワデザニモー（Leroidesanimaux）を出している。